# Biem Dudok van Heel
Abraham Everardus (Biem) Dudok van Heel (Hilversum, 16 december 1917 – Schoten (België), 2 december 1995) was een Nederlands zeiler. 
Hij nam voor Nederland driemaal deel aan de Olympische Spelen in de Drakenklasse:
- Op de Spelen van 1948 werd hij achtste samen met Kees Jonker en Wim van Duyl.
- In 1952 behaalde hij zijn beste prestatie en werd hij zesde samen met Wim van Duyl en zijn broer Michiel Dudok van Heel.
- Op de Spelen van 1960 behaalde hij weer een dertiende plaats, nu samen met Jacq van den Berg en wederom met Wim van Duyl.

Biem Dudok van Heel · 
Wim van Duyl · 
Kees Jonker